# Olga Ferri
Olga Ethel Ferri (Buenos Aires, 20 settembre 1928 – Buenos Aires, 15 settembre 2012) è stata una ballerina argentina.

## Biografia
Allieva di Esmée Bulnes, studiò alla Scuola di Danza del Teatro Colón e appena diciottenne fu scritturata dalla compagnia in veste di solista. Nel 1949 fu proclamata prima ballerina del Teatro Colón.
Nel 1958 Alicia Alonso la scelse per interprete Giselle nella sua versione del balletto; Ferri avrebbe danzato nella parte per molti anni, tornando a interpretare Giselle al Teatro Colón nel 1961, 1965, 1967 e nel 1975; danzò come Giselle anche al Teatro Coliseo nel 1975, a Londra e negli Stati Uniti. È considerata una delle migliori Giselle della sua generazione.
Nel 1959 fece il suo debutto internazionale in Brasile, per poi trasferirsi a Parigi, dove danzò con Les étoiles de Paris mentre continuava a perfezionarsi con Viktor Gzovskij, Nicolás Zvereff e Boris Kniaseff. Nello stesso anno danzò anche come étoile ospite all'Opera di Monaco e alla Staatsoper Unter den Linden.
Tornò in patria nel 1960 per danzare al Teatro Colón in occasione del sesquicentenario anniversario della rivoluzione di maggio nella prima di Variaciones Concertantes di John Taras. Al Colón danzò anche come protagonista nelle prime nazionali di Cenerentola (Skibine), La Sylphide (Lacotte), La bella addormentata (Carter) e Romeo e Giulietta accanto a José Neglia.
Seguirono apparizioni con il Grand Ballet du Marquis de Cuevas e il London Festival Ballet. Danzò con la compagnia londinese come étoile ospite per quattro stagioni (tra il 1960 e il 1963 e poi ancora nel 1966). Rudol'f Nureev la volle con sé nel ruolo di Clara in occasione nella prima nazionale del suo Schiaccianoci a Buenos Aires; i due avrebbe nuovamente diviso le scene argentine e brasiliane ne La bella addormentata, Apollon musagète e Les Sylphides.
Esordì a New York nel 1973 in una serata di gala con Margot Fonteyn al New York City Center; Ferri fu l'unica artista a danzare un assolo, ottenendo il plauso del New York Times per la sua Morte del cigno.
Diresse il corpo di ballo del Teatro Colón nel 1974 e nel 1977, anno in cui diede il suo addio scene danzando per l'ultima volta come Swanilda in Coppélia.
È morta nella natia Buenos Aires nel 2012, cinque giorni prima del suo ottantaquattresimo compleanno.